# クロコダイル・ロック
「クロコダイル・ロック」 (Crocodile Rock) は、イギリス出身のシンガーソングライター、エルトン・ジョンの楽曲である。エルトン・ジョンと作詞家バーニー・トーピンにより制作され、1972年6月にフランスで録音され、1973年発表のアルバム『ピアニストを撃つな!』の先行シングルとして発売、全英シングルチャートでは最高5位を記録し、全米シングルチャートでは自身初の1位を3週連続キープした。

## 解説
オーストラリアのバンド、ダディ・クールのヒット曲「イーグル・ロック」から影響を受けた。なお「イーグル・ロック」は、オーストラリア・シングルチャートで10週連続1位を記録する1970年代初期で最も商業的に成功した、オーストラリアのシングルである。エルトンは、1972年のオーストラリア・ツアーでこの曲を聴き、大いに印象付けられた。
エルトンによるファルフィッサオルガンが特徴的で、それはカーニバルのような音とホンキートンクのリズムで判別できる。
歌詞の内容は主人公の男性が1950年代に誕生したばかりのロックンロールと、女性スージーとの思い出を語るというものである。

## カバー
- 1971年、香港の歌手テディ・ロビンは、アルバム『Melody Chain』にこの曲のカバーを収録した。
- 1990年、アルビンとチップマンクスがテレビ番組『Rockin' Through the Decades』でこの曲をカバーした。このバージョンはサウンドトラックに収録されている[5]。
- 1991年、トリビュート・アルバム『Two Rooms: Celebrating the Songs of Elton John & Bernie Taupin』で、ザ・ビーチ・ボーイズが「クロコダイル・ロック」をカバーした[6]。
- 2002年、バハ・メンが映画『The Crocodile Hunter: Collision Course』のためにこの曲をカバーした[7]。このバージョンは詞がわずかに変更されている。
- カナダ人の歌手ネリー・ファータドがカバーしたバージョンは、2011年に発表された映画『ノミオとジュリエット』サウンドトラックに収録されている[8]。
- ザ・ペンフレンドクラブ - 2020年のアルバム『In Concert』に収録。